# Avenir (centre commercial)
Pour les articles homonymes, voir Drancy Avenir (homonymie) et Avenir.
Avenir est un centre commercial français situé à Drancy en Seine-Saint-Denis. Il a été inauguré le 14 mars 1995.

## Histoire
Le centre est construit sur l’ancienne usine de bière 33. L’usine ne fonctionnait plus depuis quelques années au moment de la requalification du lieu et de sa destruction.
L’usine elle-même a été construite sur des terrains agricoles.

## Commerce
Le centre commercial comprend 60 boutiques dont un hypermarché Carrefour, et 4 restaurants.

On trouve des commerces d'alimentation, de beauté, de santé, de soins, de mode, de bijouterie, de jouets, de cadeaux, de maroquinerie, de téléphonie, de restauration et de services.

## Accès
L'accès s'effectue par la RN 186 et par l'A86, sortie Hôpital Avicenne. Plusieurs lignes de bus desservent le centre commercial ainsi que la station Drancy-Avenir de la ligne de tramway 1.